# 나가타니촌 (히로시마현)
나가타니촌(長谷村)은 히로시마현 도요타군에 설치되었던 촌이다. 현재의 미하라시에 해당한다.